# Sușîțea, Starîi Sambir
Sușîțea (în ucraineană Сушиця) este un sat în comuna Terșiv din raionul Starîi Sambir, regiunea Liov, Ucraina.

## Demografie
Componența lingvistică a localității Sușîțea
     Ucraineană (100%)
Conform recensământului din 2001, toată populația localității Sușîțea era vorbitoare de ucraineană (100%).